# Quepano
Els quepano eren una banda de pobles indígenes de Mèxic que vivien a la regió al voltant de Cerralvo, al nord-est de Nuevo León, vora a finals del segle XVII; alguns també eren coneguts per ser a la Missió de San Antonio de Valero a San Antonio, Texas durant la primera meitat del segle següent. Sembla que havien estat coahuiltecs.